# Ochita Koto no Aru Sora
Ochita Koto no Aru Sora (落ちた事のある空) é o trigésimo primeiro single da banda japonesa de rock Dir en grey, lançado em 3 de agosto de 2020 pela gravadora FIREWALL DIV. O single foi lançado para compra digital na Amazon Music, iTunes e Google Play Music.
"Ochita Koto no Aru Sora" alcançou o topo da parada de canções digitais da Oricon, enquanto a regravação de "Clever Sleazoid" alcançou a segunda e a versão ao vivo de "Followers" alcançou a quarta.

## Visão geral
Nos dias 23 e 24 de julho de 2020, a banda apresentou parte da nova canção título do single em sua livestream oficial, "The Insulated World -The Screams of Alienation-" e anunciou o lançamento para 3 de agosto.
No dia 27, a banda enviou uma pequena parte do do single, com 1:05 de duração, em seu canal oficial.
Em 31 de julho, a banda anunciou as faixas e as plataformas que o single estará disponível. As faixas são "Ochita Koto no Aru Sora", uma regravação em japonês de "Clever Sleazoid", single de 2005, e  "Followers", do álbum The Insulated World ao vivo em Islington Assembly Hall em 5 de fevereiro de 2020.
No dia do lançamento, a banda lançou a música no Spotify e no Youtube com apenas 2:21 de duração, promocionalmente.

## Lista de faixas
Todas as letras escritas por Kyo. 
| N.º            | Título                                                                     | Duração |  |
| 1.             | "Ochita Koto no Aru Sora" (落ちた事のある空)                               | 3:23    |  |
| 2.             | "Clever Sleazoid" (Regravação)                                             | 3:01    |  |
| 3.             | "Followers" (Ao vivo em Islington Assembly Hall em 5 de fevereiro de 2020) | 4:45    |  |
| Duração total: | Duração total:                                                             | 11:09   |  |

## Ficha técnica

### Dir en grey
- Kyo (京) – vocais
- Kaoru (薫) – guitarra
- Die – guitarra
- Toshiya – baixo
- Shinya – bateria